# Hamelin Trelawney
Hamelin Trelawney (* 16. Oktober 1782; † 3. Mai 1846 auf St. Helena) war britischer Offizier und der zweite Gouverneur von St. Helena.

## Karriere
Er diente als Offizier der Royal Artillery in der British Army, nahm am Peninsular War teil und stieg bis in den Rang eines Colonel auf.
Vom 6. Januar 1842 bis 3. Januar 1846 hatte er den Posten des Gouverneurs von St. Helena inne.

## Familie
Hamelin war der zweite Sohn von Sir Harry Trelawney, 7. Baronet (1756–1834) und Ann Brown († 1822), Tochter von Rev. James Brown. Er heiratete am 1. Januar 1805 in Irland Martha Rogers (1782–1864). Das Paar hatte sechs gemeinsame Kinder, die alle in St Budeaux, Devon zur Welt kamen:
1. Mary Trelawney (* 1807)
2. Mary Matilda Trelawney (* 1809)
3. Edward Henry Trelawney (* 1811)
4. Agnes Matilda Trelawney (* 1813)
5. Jane la Vallin Trelawney (* 1815)
6. Emily Letitia Trelawney (* 1818)